# Tamzin Outhwaite
Tamzin Maria Outhwaite (Ilford, Essex, 5 de noviembre de 1970) es una actriz inglesa, más conocida por haber interpretado a Rebecca Mitchell en Hotel Babylon y a Melanie Healy en la serie EastEnders.

## Biografía
Es hija de Colin Frank y Anna Santi Outhwaite, una asesora financiera; tiene dos hermanos: Kes Colin y Jake Andrew Frank Outhwaite. Sus padres se divorciaron en 2003. Su primo es el productor de televisión Daniel Baldwin.
Es muy buena amiga de los actores John Partridge, James McAvoy, Adam Woodyatt, Nicholas Pinnock, Laurie Brett, Johnny Amobi, Natalie Appleton y la presentadora Lucy Alexander.
Salió con el productor de televisión Marty Benson, con quien se comprometió; sin embargo, la relación terminó en 2000. 
En 2003 salió brevemente con el actor Nigel Harman. 
En 2004 salió con el actor Leo Gregory; sin embargo, la relación terminó. Salió con el DJ Steve Ellington, pero después de dos años y medio la relación terminó. Poco después comenzó a salir con Jamie Baker, un snowboarder profesional, pero la relación terminó. En febrero de 2005 comenzó a salir con el actor Tom Ellis, con quien se casó el 11 de junio de 2006. Tienen dos hijas, Florence Elsie Ellis (25 de junio de 2008) y Marnie Mae Ellis (2012). A finales de agosto de 2013, la pareja anunció que se habían separado amigablemente y finalmente se divorciaron en abril de 2014.

## Carrera
El 19 de octubre de 1998, se unió al elenco de la exitosa y aclamada serie EastEnders, donde interpretó a Melanie Healy hasta el 12 de abril de 2002. Después de 16 años lejos, el 9 de enero de 2018 Tamzin regresó a la serie como parte del elenco principal y su última aparición fue el 14 de noviembre del 2019 después de que su personaje muriera luego de ser golpeada por un camión.
En 2003 se unió al elenco de la serie Red Cap, donde interpretó a la sargento Jo McDonagh hasta el final de la serie en 2004.
En 2004 obtuvo el papel principal en la película Frances Tuesday, donde interpretó a Frances West. 
En 2006 interpretó a Rhoda Bradley en la serie Vital Signs. Ese mismo año se unió al elenco principal de la serie Hotel Babylon, donde interpretó a Rebecca Mitchell. Un año después en 2007 apareció en la película Cassandra's Dream. 
El 20 de diciembre de 2008, concursó junto con su esposo, Tom, en el programa de juegos All Star Mr & Mrs Christmas Special. 
Ese mismo año apareció en la película Radio Cape Cod, donde interpretó a Jill Waters, y en la serie The Fixer, donde interpretó a Rose Chamberlain. 
En 2009 interpretó a la detective inspectora Rebecca Flint en la miniserie de ciencia ficción y crimen Paradox.
En 2011 apareció en un episodio de la serie Law & Order: UK, donde interpretó a Miriam Pescatore. 
En 2013 se unió al elenco principal de la serie New Tricks, donde interpretó a Sasha Miller hasta el final de la serie en octubre de 2015. Reemplazó la salida de la actriz Amanda Redman, quien interpretó a la detective superintendente Sandra Pullman. Anteriormente Tamzin había aparecido por primera vez en la serie en 2012, cuando interpretó a Victoria Kemp durante el episodio "Love Means Nothing in Tennis".

## Filmografía

### Series de televisión
| Año                      | Serie              | Personaje            | Notas                         |
| ------------------------ | ------------------ | -------------------- | ----------------------------- |
| 1998 - 2002, 2018 - 2019 | EastEnders         | Melanie Healy        | 604 episodios                 |
| 2013 - 2015              | New Tricks         | Det. Sasha Millar    | 23 episodios                  |
| 2013                     | Doctor Who         | Capitana             | episodio "Pesadilla plateada" |
| 2013                     | Foyle's War        | Brenda Stevens       | episodio "Sunflower"          |
| 2012                     | Silent Witness     | Beth Gilston         | 2 episodios                   |
| 2011                     | Law & Order: UK    | Miriam Pescatore     | episodio "Immune"             |
| 2009                     | Paradox            | Det. Rebecca Flint   | 5 episodios - miniserie       |
| 2008 - 2009              | The Fixer          | Rose Chamberlain     | 12 episodios                  |
| 2006 - 2007              | Hotel Babylon      | Rebecca Mitchell     | 16 episodios                  |
| 2006                     | Vital Signs        | Rhoda Bradley        | 6 episodios                   |
| 2004                     | Hustle             | Katherine Winterborn | episodio "A Touch of Class"   |
| 2003 - 2004              | Red Cap            | Sgt. Jo McDonagh     | 12 episodios                  |
| 1996                     | The Bill           | Liz Crane            | episodio "Hers"               |
| 1995                     | Men Behaving Badly | Mujer en el Pub      | episodio "Drunk"              |

### Películas
| Año  | Películas                      | Personaje          | Notas                                                                          |
| ---- | ------------------------------ | ------------------ | ------------------------------------------------------------------------------ |
| 2013 | Marple: Endless Night          | Mrs. Phillpot      | junto a William Hope, Joanna Vanderham, Aneurin Barnard y Julia McKenzie       |
| 2012 | Grandes esperanzas             | Molly              | junto a Helena Bonham Carter, Ralph Fiennes, Holliday Grainger y Jason Flemyng |
| 2011 | Fast Freddie, the Widow and Me | Patsy Morgan       | junto a Bill Paterson y David Westhead                                         |
| 2008 | Second Wind                    | -                  | corto - junto a June Brown y Tara Hugo                                         |
| 2008 | One Careful Owner              | Mujer en el Porche | corto - junto a Denise Van Outen                                               |
| 2008 | Radio Cape Cod                 | Jill Waters        | junto a O.T. Fagbenle y Tamzin Merchant                                        |
| 2007 | Fast Freddie, The Widow and Me | Patsy Morgan       | junto a Lawrence Fox, Jack McMullen y Sarah Smart                              |
| 2007 | Cassandra's Dream              | Cita de Burns      | junto a Ewan McGregor, Colin Farrell, Tom Wilkinson y Hayley Atwell            |
| 2006 | Backwaters                     | Lili Taylor        | junto a Nicholas Irons y Jason Flemyng                                         |
| 2005 | Walk Away and I Stumble        | Claire Holmes      | junto a Julie Graham y Mark Strong                                             |
| 2005 | 7 Seconds                      | Sgt. Kelly Anders  | junto a Wesley Snipes, Pete Lee-Wilson y Serge Soric                           |
| 2004 | Frances Tuesday                | Frances West       | junto a Stuart Laing, Douglas Henshall, Lennie James y Nigel Lindsay           |
| 2004 | When I'm Sixty-Four            | Caz                | junto a Paul Freeman, Jason Flemyng y Alun Armstrong                           |
| 2003 | Final Demand                   | Natalie Taylor     | junto a Liam Cunningham, Simon Pegg y Matthew Chambers                         |
| 2002 | Out Of Control                 | Mamá de Dean       | junto a Jamie Foreman y Leo Gregory                                            |
| 2001 | Red Cap                        | Cpl. Jo McDonagh   | junto a James Thorton, Blake Ritson y Douglas Hodge                            |
| 1993 | The Mystery of Dr Martinu      | Novia              | junto a Patrick Ryecart                                                        |

### Apariciones
| Año  | Programa                             | Notas                                          |
| ---- | ------------------------------------ | ---------------------------------------------- |
| 2010 | Don't Stop Believing                 | jurado - 6 episodios                           |
| 2010 | Over the Rainbow                     | interpretando "If My Friends Could See Me Now" |
| 2009 | The Catherine Tate Show              | episodio "Nan's Christmas Carol"               |
| 2008 | All Star Mr & Mrs Christmas Special  | concursante - ganó                             |
| 2007 | The Catherine Tate Show Xmas Special | junto a Kathy Burke y George Michael           |
| 1987 | No Limits                            | presentadora                                   |

### Videos musicales
| Año  | Grupo | Canción                         | Notas     |
| ---- | ----- | ------------------------------- | --------- |
| 1992 | U2    | Even Better Than The Real Thing | bailarina |

### Teatro
| Año  | Obra                     | Personaje              | Teatro                        | Notas                                                                     |
| ---- | ------------------------ | ---------------------- | ----------------------------- | ------------------------------------------------------------------------- |
| 2016 | How The Other Half Loves | Teresa Phillips        | Theatre Royal Haymarket       |                                                                           |
| 2010 | Swett Charity            | Charity Hope Valentine | Haymarket Theatre             | junto a Tiffany Graves, Josefina Gabrielle, Paul J Medford y Jack Edwards |
| 2007 | Boeing-Boeing            | Gloria                 | Comedy Theatre                | .                                                                         |
| 2005 | Breathing Corpses        | Kate                   | Royal Court Theatre           | junto a James McAvoy                                                      |
| 2003 | Flesh Wound              | Deirda                 | Royal Court Theatre           | -                                                                         |
| 1998 | Baby On Board (musical)  | -                      | -                             | -                                                                         |
| 1997 | Absent Friends           | Evelyn                 | Old Laundry y New Vic Theatre | -                                                                         |
| 1997 | They're Playing Our Song | -                      | Stephen Joseph Theatre        | .                                                                         |
| 1994 | Oliver!                  | -                      | London Palladium              | -                                                                         |
| -    | Carousel                 | -                      | -                             | -                                                                         |
| -    | Grease                   | -                      | -                             | -                                                                         |
| -    | Summer Holiday           | -                      | -                             | -                                                                         |

## Premios y nominaciones
| Año  | Categoría             | Premio                    | Serie      | Resultado |
| ---- | --------------------- | ------------------------- | ---------- | --------- |
| 2002 | Best Actress          | British Soap Award        | EastEnders | Nominada  |
| 2002 | Sexiest Female        | British Soap Award        | EastEnders | Nominada  |
| 2000 | Most Popular Actress  | National Television Award | EastEnders | Nominada  |
| 2000 | Sexiest Female        | British Soap Award        | EastEnders | Ganadora  |
| 1999 | Sexiest Female        | British Soap Award        | EastEnders | Ganadora  |
| 1999 | Most Popular Newcomer | National Television Award | EastEnders | Ganadora  |